# Stop Online Piracy Act
- セキュリティ > ガイドライン、標準規格、法制度等 > Stop Online Piracy Act
- 法律 > アメリカ法 > Stop Online Piracy Act

Stop Online Piracy Act（SOPA）は、下院司法委員会委員長ラマー・スミス（テキサス州選出・共和党）ほか12名からなる超党派グループにより、2011年10月26日に共同提案されたが廃案になった法案。別名としてHouse Bill 3261あるいはH.R. 3261とも。日本語ではオンライン海賊行為防止法案（オンライン かいぞくこうい ぼうしほうあん）などと訳される。この法案が成立した場合、合衆国の法執行機関と著作権者が、著作権で保護された知的財産やコピー商品をオンライン上で不正取引する行為に対して行使し得る権限が大幅に拡大されることとなる。この法案は下院司法委員会に提出されたものであるが、同様のものに2008年成立の「PRO-IP法」と、2011年5月に上院に提出されて廃案になった「PROTECT IP法案」（英語: Protect Intellectual Property Act、略称:PIPA）がある。
同法案の原案では、著作権侵害行為を可能にし又助長するとして訴えられたウェブサイトに対して、アメリカ合衆国司法省および著作権者が裁判所命令を請求することが可能になる。この裁判所命令は、請求内容により、オンライン広告ネットワークやPayPalなど決済サービス事業者に対して著作権侵害サイトとの取引禁止を命令したり、検索エンジンに対して当該サイトの掲載禁止を命令するものであり、またインターネットサービスプロバイダに対しては当該サイトへのアクセス遮断を要求するものである。また、著作権を有するコンテンツの無許可ストリーミング行為は違法となり、6ヶ月以内に10件の著作権侵害行為があった場合最大5年の懲役が科せられる。著作権侵害サイトに対して自発的な対処を行ったインターネット・サービスは訴追を免除されるが、一方で、故意にあるウェブサイトが著作権侵害を行っていると虚偽の申立てをした著作権者は、その申立てによって発生した損害に対して責任を負うこととなる。
法案賛成者は、同法案は知的財産市場とその関連産業と雇用、税収を保護するものであり、また特に米国外のウェブサイトに対抗するためには米国著作権法 (合衆国法典第17編に収録) を強化する必要があると主張しており、実例として、処方薬を違法販売していたカナダの医薬品販売業者の広告を掲載していたとして、Googleが米司法省に対し5億ドルの罰金を支払うことで和解した件をあげている。
一方、反対者側は、同法案はアメリカ合衆国憲法修正第1条で保障された権利（言論の自由）に違反するネット検閲であり、インターネットの機能を損ないかねないものであって、公益通報行為など表現の自由の権利を脅かす法案であると主張している。反対者側はこうした主張に加え、署名運動をはじめ、法案を支持する企業のボイコットの他、大手インターネット企業・団体が次回公聴会に合わせてのサービス停止を計画するなど、数々の抗議活動を始めている。
下院司法委員会は2011年11月16日と12月15日に公聴会を開いた。同委員会は2012年1月中も審議を継続する予定であったが、1月18日に英語版ウィキペディアが24時間サービス停止した他、Craigslist、redditなど法案に反対するサイトが相次いで抗議行動を起こし、一部議員が支持を取り下げるなどしたことから、法案の立法審議を延期すると発表した。

## 内容
この法案は、著作権を侵害している、あるいは著作権侵害を可能にし助長するとして告訴された米国の法的権限管轄区域外にあるウェブサイトに対して、米司法省に裁判所命令を請求する権限を付与するものである。裁判所命令が出た後、アメリカ合衆国司法長官は米国向けのインターネットサービスプロバイダ、広告ネットワーク、及び決済サービス事業者に対し、米国の知的財産権法を侵害していると認められたサイトとの取引禁止を求め、検索エンジンに対しては当該サイトへのリンクを表示することを禁じることが可能となる。
同法案では、知的財産権保有者が侵害サイトによって被害を被り救済を求める際に、2段階のプロセスを設けている。
知財権保有者は、まず初めに関連する決済サービス業者や広告ネットワークなどに対して問題となるウェブサイトについての情報を書面で通知する必要がある。通知を受けたサービス事業者らはその通知を問題があるとされたサイトに送り、当該サイトから侵害行為はないと説明した反対通知が無い限り、サービスを停止しなければならない。当該問題サイトからの反対通知が無い場合、もしくは決済サービス業者および広告ネットワークが反対通知が無いにもかかわらずサービス停止を行わなかった場合、知財権保有者は次の段階として差止命令による救済を求めることが可能となる。
広告ネットワークや決済サービス事業者らは、この法（案）を遵守するか問題サイトとの関係を自発的に断ち切ることで訴追を免除される。一方、故意に虚偽の侵害を申し立てた著作権者はその損害に対して責任を負う。法案第2項では、インターネットで不正に配信される動画、不正な医薬品・軍事製品および一般消費財を販売する行為に対して罰則の強化が盛り込まれている。同法案では、著作権を有するコンテンツの無許可配信や、その他の知的財産への攻撃行為に対する罰則が強化されることとなる。
2011年10月末、法案の共同提案者ボブ・グッドラット議員（バージニア州選出、共和党議員。下院司法委員会の小委員会のひとつ、知的財産・競争・インターネット小委員会委員長）は米ザ・ヒル紙に答えて、「SOPA法案は上院の法案（2008年に提出されたPROTECT IP法案）を書き直したもので、テクノロジー産業の懸念を払拭するものであり、この下院版法案では著作権者は検索エンジンなど中間媒体に侵害を行っているウェブサイトをブロックすることを直接訴えることはできず、代りに、第三者に対して行動を起こす際には裁判所の許可が必要になる法案である、と述べている。

## 目的

### 利権者の知的財産の保護
Goodlatte代表によると、 「知的財産権はアメリカ合衆国において主要な雇用源の一つであり、世界市場において競争のできる有利な分野の一つであるが、作家や起業家は現行のアメリカの法律の範囲を超えて海外の権利侵害者によって作品を盗作されるのをただ見ている事しかなかった。この法律は現行の法を更新し、建国の父達によって220年以上も前に憲法の中で認められた経済的なインセンティブ—新たな書物、研究、商品、そしてサービスを奨励すること—が21世紀の市場においても有効であり続けることを保証するだろう。」と言った。
利権者は仲介者—コンテンツの電子商取引をホストする、リンクを貼る、あるいは提供する企業—を唯一接近できる被告だとみている。
スポンサーの代表であるジョン・コニャーズ(D-MI)は、「多くのアメリカの雇用がきわどい状態にあり、私たちがアメリカの知的財産を守ろうとする努力は経済の長期的な成功にとって欠かせない。」と言っている 。さらにスミス氏は「Stop Online Piracy Actは、不正なウェブサイトへの収入の流れを止め、アメリカの革新にもたらされる利益はアメリカの革新者に行くよう保証している。」と言った。
委員会に証言したアメリカ映画協会 (MPAA) の代表は映画業界は200万の雇用と9万5000の小企業を支えていると言っていた。

### 不正医薬品に対する消費者保護
ファイザー社のジョン・クラークは、2011年11月16日に開かれた公聴会で同社を代表して証言し、商標を不正表示した医薬品あるいは単なる偽造医薬品を販売するサイトは巧妙に偽造されているので、患者がいつもそれを偽サイトであると見破ることができるとは限らない、と述べた。
一方、米消費者擁護団体 "RxRights" は、クラークの証言では、カナダやその他の国の国際的医薬品販売業者には、所在地を公開し、医師の処方箋に基づいて安全な有名ブランドの医薬品を販売している業者もあり、またそれら業者の販売する医薬品は米国で販売されている処方箋医薬品を製造する大手メーカーの製品であることをことに触れていない、との声明を発表した。また同団体は以前、SOPA法案は「違法な医薬品業者と正規業者を区別しておらず」、アメリカの患者はカナダの正規業者にネットで医薬品を注文することができなくなる、とも発言している。
SOPA法案起草者でもあるラマー・スミス議員は、法案成立を妨害しているとしてGoogleを非難し、Google が処方箋医薬品を不正輸入していたカナダの医薬品販売業者の広告掲載を容認したとして米司法省に5億ドルの罰金を支払うことで和解した件について言及している。処方箋医薬品を米国外の医薬品業者から米国内の消費者に向けて輸入する行為は、通常米連邦食品医薬品化粧品法および規制物質法違反となる。

## 言論の自由に対する打撃
タイムズ紙のTechland blogで、ジェリー・ブリトは「もし英国が、自国の裁判所によって有名人のプライバシーを侵害しているということが明らかにされた米国の新聞紙をブラックリストを作ったらと想像したらどうでしょうか？あるいはフランスが誹謗中傷を含むと考えられた米国のウェブサイトをブロックしたらどうでしょうか？」と書き込んだ。これと同様に民主主義・技術センターは「もしSOPAとPIPAが制定されたならば、米国政府は他国の政府はどのような物であっても重要だと思う社会的規範を守るために同様の法律を制定すると覚悟しなければならない。—それが誹謗中傷や公務員への批判、政治的な対立意見を制限するためであってもだ。」と警告した。
ハーバード大学の憲法の教授であるローレンス・トライブは、ネットでSOPAは「インターネットの中心にあるオープンさや情報交換の自由さを衰えさせる。そしてそれはアメリカ合衆国憲法修正第1条に違反する。」と主張する公開状をインターネット上に掲載した。
AFL–CIOのポール・アルメイダは、「言論の自由はインターネットが無法地帯になることと同等ではない。知的財産を保護することと言論の自由を守ることに矛盾しない。知的財産権を守ることは検閲ではない。憲法修正第1条はトラックから商品を盗むことを保護していない。」という主張で言論の自由は心配するに妥当ではないと反論した。

### 独裁国家における言論の自由への影響
米NPO団体の電子フロンティア財団によると、「アラブの春」などで使われたプロキシサーバは、著作権の行使を妨げるためにも使用され得るため、SOPA法案により違法化される可能性がある。
ハーバード大学バークマン・センターの共同責任者ジョン・パルフリーは、自身の研究成果をSOPA支持のために使うことに異議を唱えた。パルフリーは、「SOPA法案により（国家検閲を回避するための）多くの（DNS）迂回ツールが違法になりかねなず」、それは独裁国家内の「反体制派コミュニティ」を「今以上に危険にさらす」ことになるとしている。さらに「迂回ツール開発の唯一最大の資金提供者はこれまでアメリカ合衆国政府であった。これはネット上の活動において装置が果たした役割があったからこそである。米政府が同じツールに対し一方で資金を提供、一方でそれを法的に禁止することはとても非生産的なことだ。」と述べている。
マーヴィン・アモーリ（Marvin Ammori）は、法案によりTorプロジェクトが違法となる可能性があると主張している。米国務省が資金を拠出したTorプロジェクトが生み出した暗号技術は、抑圧的な国の反政府派によって使用された。アモーリは、連邦最高裁判所訴訟Lamont事件（Lamont v. Postmaster General、381 U.S. 301 （1965年） ）において明らかとなったように、アメリカ人は憲法修正第1条によって、例えそれら外国人自身に米国同様の言論の自由の保障（例えば、当該国の憲法あるいは市民的及び政治的権利に関する国際規約の選択議定書による保障）が無くても、その国の反体制派の言論を読み、また聞く権利がある、と述べている。

## ウェブサイトへの影響

### ユーザー投稿型ウェブサイト
SOPA法案反対者は、同法案はインターネットコミュニティに悪影響を及ぼしかねないと警告している。例えば、ジャーナリストのレベッカ・マッキノンはニューヨークタイムズの論説欄で、企業に利用者の行動の責任を取らせることはYouTubeのようなユーザー投稿型サイトを萎縮させる効果をもつと論じ、「（SOPA法案は）中国のネット検閲システムであるグレート・ファイアウォールと、その目的は違っても、実際的な効果は同じようなものになる」と述べている。
電子フロンティア財団（EFF）は、SOPA法が制定されればEtsy、Flickr、Vimeoなどのサイトは皆閉鎖される可能性が高いと警告している。新米国研究機構の政策アナリストは、この法律は、たった一つのブログの投稿を理由としてドメインすべてを削除するような法の行使を可能にし得るもので、「全体としてほぼ問題のないインターネットコミュニティでも、極僅かな人々のとった行動によってコミュニティ全体が罰せられる可能性がある」と主張している。
さらには、クラウドにリンクしたり、クラウドからデータにアクセスするといった一般的なインターネット機能へ影響を与える懸念もある。電子フロンティア財団は、検索結果に違法とされるサイトが表示されただけでもそのサイト自体へのリンクが禁止されるかもしれず、Twitterなどの同種のサービスもその対象になり得るとしている。バージニア州に拠点を置くウェブホスト企業ServInt社のクリスチャン・ドーソン（Christian Dawson）COOは、この法律によって多くのクラウドコンピューティングやウェブサイト運営サービスが訴追を免れる為に米国から離れていくことになるだろうと述べている。電子フロンティア財団は、「どんなサイトでも利用者が投稿したコンテンツを自力で取り締まらなくてはならない」とする要求はサイトにとって大きな負担となり、「なぜベンチャー企業への投資家が、PIPA法とSOPA法が成立した場合もう（ベンチャー企業への）投資はしないと皆一斉に発言したか」を説明するものであるとしている。
法案支持者は、こうした意見に反論して、インターネット上のフィルタリングはもう既に一般的なものとなっていると主張している。アメリカ映画協会（MPAA）のマイケル・オリーリ（Michael O'Leary）は11月16日の公聴会で証言し、法案がビジネスに及ぼす影響は最低限のものであり、少なくとも16の国で既にウェブサイトがブロックされているがインターネットは今もなお機能している、と述べた。MPAAのクリス・ドッド会長は、Googleは中国から要求された際に、どうやってサイトをブロックするかの方法を見つけ出したと指摘している。デンマーク、フィンランド、アイルランド、イタリアのインターネットサービスプロバイダの中には、スウェーデンの検索サイトパイレート・ベイが著作権侵害で有罪となった後にそこへのアクセスをブロックしている業者もあり、英ブリティッシュ・テレコムに対しても同様の措置をとらないと訴えると脅す映画・レコード事業者もある。アメリカ合衆国著作権局のマリア・パランテは、米議会は1976年の著作権改正法で米国著作権法 (合衆国法典第17編) を大幅改正したが、更なる改正がなければ「アメリカの著作権制度は最終的には崩壊してしまう」と述べた。具体的には、米国著作権法には国外のウェブサイトに対する法制度が欠けていると説明した。

### "セーフハーバー"条項の弱体化
1998年に成立したデジタルミレニアム著作権法（DMCA）の一章を構成するオンライン著作権侵害責任限定法にはセーフハーバー条項と呼ばれる規定が設けられている。このセーフハーバー条項では、あるサイトが著作権を侵害するコンテンツを運営していると感じた著作権者は、当該サイトに対してある一定の期間内に当該侵害内容を除去するよう依頼する必要がある。これに対し、SOPA法案では、サイト自身に著作権侵害行為を検出し取り締まる責任を負わせ、「合衆国の財産を窃取することを目的とした」ウェブサイトへのアクセスをブロックする判断を委ねており、結果としてセーフハーバー条項を回避する法律になりかねない。
民主主義・技術センターや電子フロンティア財団は、法案の言葉の定義はあまりにも曖昧であり、クレームが1件あっただけでサイトがブロックされる可能性があり、さらにその立証責任はサイト側にあると解釈し得るとして法案を批判している。例えば、法案のある条項では、「侵害となる行為を行った米国向けサイトを利用している可能性が高いことを、意図的に確認していない、あるいは確認していなかった」サイトは、どんなサイトもブロックされる可能性がある、となっており、法案反対派はこの文言を「どんなサイトも、他者から侵害行為を通知されるのではなく、自力でサイト内のコンテンツを積極的に監視し、侵害行為を確認しなければならない」という意味に捉えている。
法学教授ジェイソン・マゾーニー（Jason Mazzone）は「侵害を訴えた人が法の適用対象であることを"著しく故意に"不正確に伝えたのでない限り、サイトオーナーは損害賠償を得られないし、それを法的に立証をするのも難しい。サイトのオーナーは反対通知を提出して決済サービス業者や広告業者を再掲載を求めることもできるが、これらサービス業者は反対通知に従う必要はない。」と述べている。
グッドラット議員は反対派の意見に対し、「（議案条項の）文言を狭めるため反対派と協力しても構わない。だがデジタルミレニアム著作権法のノーティス・アンド・テイクダウン（英語: notice-and-takedown、通知と削除）条項を今後も当てにできると考えるのは現実的ではない。インターネットでサービスを展開するものは誰でも何か行動を起こすことが期待されている。だが、我々が（海賊版コンテンツの）提供者でない合法な企業に過度の負担を強いていないことを確認するためなら、文言の微修正は大いに受入れたい」と答えている。
MPAAのオリーリも、公聴会に書面で提出した証言の中でSOPA法案に賛成し現行のDMCA条項を支持した上で次のように述べている。「 それらのサイトが合法で、我々の要求に応える為誠実な努力をしている場合、（現行のDMCAは）有効性の度合いにバラつきがあるにせよ、機能している。」「たしかに、動きが遅い場合もあるし、完全でもないが、機能はしている。」

### ウェブ関連ビジネス
IT雑誌"eWeek"は、法案がウェブ関連ビジネスに与える影響について「SOPA法案の用語はとても広範で、そのルールの内容はインターネット・テクノロジーの現実にまったく即しておらず、罪とされる行為と罰の間に大きなずれがあるため、インターネット・ビジネスだけでなく通常のインターネット利用すら事実上終息させかねない。現行の米国外国法や国際法にも重大な影響があり、異議を唱える人々によって法廷で何十年も争われるだろう」と分析した記事を掲載した。
米消費者保護団体パブリック・ナレッジのアート・ブロツキー（Art Brodsky）も同様の発言をしており、「法案の言葉はとても広く定義されており、米国の消費者が海外のウェブサイトを利用する行為が、米司法当局に何らかの行動をとる権限を与えるものと解釈し得る。」と懸念した。
2011年10月28日、電子フロンティア財団（EFF）は法案を「雇用を喪失させるインターネット規制の最たる例」として「同法案は修正ではなく廃案となるべきである」と述べている。
全米家電協会のゲーリー・シャピロ会長は、法案に強く反対し「この法案はインターネットを規制する法を急進的に改革しようと試みであり」、「インターネット産業をここ10年の間世界をリードする産業として成功させてきた法の回避地が無くなってしまうことになりかねない。合法的なアメリカの企業や技術革新者を広範で終わりのない責任問題にさらすことになり、訴訟の増加、ベンチャー企業への投資の減少、新規雇用の減少という結果がもたらされるだろう」と述べており、クラウドソーシングプラットフォーム "CrowdFlower" の創立者ルーカス・ビーワルドも「ベンチャー企業にとっては息がつまりそうな事態になる。法的責任を恐れて誰もベンチャー企業に投資をしなくなるだろう」と発言している。
2011年11月16日、ブーズ・アンド・カンパニーはGoogleから資金提供を受けた研究の結果を公表した。200名のベンチャー企業投資家とエンジェル投資家のうち、ほぼ全員が法案が成立したらデジタル・メディア媒体への投資を止めると答え、80％以上が好景気でも提案された法が発効した状態で投資するより、不景気でリスキーであっても現行の法制下で投資したいと答えている。なお、法的曖昧さが取り除かれた、誠意ある法案が施行された場合、投資額はおよそ115％増加するとの調査結果もでている。
ニューヨーク・タイムズ紙デビッド・カーはSOPAおよびPIPA法案を批判した記事で Google、Facebook、Twitter などの企業が議会に共同声明を提出した件に触れている。カーの引用した声明の一部は次の通りである。「私たちは法案の目的 - 著作権を侵害し著作物を偽造する海外の”ならず者”サイトと闘う手段をさらに与える - との目的には賛同します。ですが、草案によると、米国の合法なインターネット・テクノロジー企業は、ウェブサイト監視につながる民事訴訟問題やその技術的問題など、数々の不明確な法的責任問題に新たにさらされることになります。」 これに対しスミス議員は、記事は「SOPA法案を不当に批判したもの」で、「主張を裏付ける文言が、法案のどこにあるのか示していない。SOPA法案がターゲットにしているのは、何よりもまず違法な侵害行為を行っている海外のサイトであり、米国内のサイトやブログなどはこの法律の適用外だ。」と述べている。スミス議員は続けて、デビッド・カーの記事では議論がエンターテイメント産業とハイテク企業との間で起こっているように仕立てられており、「多様な業種からなる120以上の団体や協会（米国商工会議所を含む）」がSOPA法案を支持していることに触れていないことを指摘した。

### 違法コンテンツをアップロードする利用者
ハワード大学法科大学院法学教授ラティーフ・ムティマ(Lateef Mtima)は、少しでも著作権のあるコンテンツをサイトにアップロードした利用者は刑事責任を負わされる可能性があることを懸念して、「おそらくこの法案の最も危険な側面は、刑事罰の対象とする行為についての定義があまりに不十分だということだ。法案の文面上では商業的行為と非商業的行為を分けようとし、前者を意図的に刑事罰の対象とし後者は許可しているように見えるが、実際の運用においてはこの通りにならないできないだけでなく、きちんとした語の定義が欠けているために、現行法で許可されている行為も犯罪行為にされかねない。」と述べている。
スミス議員の支援者は、「この法案は、YouTubeに自分の子供が著作権のある歌を歌っている動画をアップした人を重罪にするようなものではない。違法な著作権侵害行為を専ら行っているウェブサイトを特に対象としたもので　YouTubeやFacebook、Twitterのような利用者投稿で成り立つサイトは、この法律の適用外だ」とフォローしている。
2012年1月、スミス議員自身のサイトに著作権で保護された画像が撮影者に無断で掲載されていると複数のブロガーが指摘し、タイム誌でも「これは重大な侵害とは言えないかもしれないが、それこそがまさに今『もしSOPA法案が成立したら、こうした些細な侵害案件はいったいどのように取り扱われるのか？』として議論の焦点となっているのだ。」と取り上げられた。

### 内部ネットワーク
民主主義・技術センターの広報紙では、法案は「ある侵害コンテンツにほんの少しでも掲載したりリンクしたりしたサイトは、サイト全体が法案の対象となる」との主張がなされた。
Industry Leaders Magazine 誌のA.M.ライリーは、SOPA法案では、著作権のある資料を配布した行為の責任は、その配布者を支援したものにまで拡大して適用されうるとしている。例えば、仮想プライベートネットワーク（VPN）を利用する企業は、それが明らかに社内用に利用する目的だったとしても、様々事務所や従業員の家庭に拡散してそのうちのどこかで著作権で保護された資料をシェアした場合、VPN全体とそれを運用する企業が著作権侵害のリスクにさらされることになる。
米レコード協会（RIAA）のケアリー・シャーマン（Cary Sherman）代表は、同様の批判にニュースサイトCNETで答えて、「実際のところ、まったく逆だ。ドメイン全体というよりも特定のサイトに狙いを絞ることで、ドメイン全体を対象にした行動というよりも違法なサブドメインやIPアドレスだけに的を絞った行動を起こせるようになる。」と述べている。

## ウェブブラウザへの影響
電子フロンティア財団は、自由ソフトウェアやオープンソースソフトウェア（FOSS）プロジェクトがSOPA法によってネット上の海賊行為（Online piracy）をほう助しているとみなされ得る為、深刻な問題に直面するのではないかとの懸念を示している。中でもウェブブラウザFirefoxのアドオン「MAFIAAFire」は、米政府が差し押さえたドメイン名に対し正しい代替サイトにリダイレクトするものであり、問題となる可能性が高い。2011年5月、Mozillaは米国土安全保障省からのMAFIAAFire削除要請を断り、（正式な手続きによって）このソフトウェア自体が違法だと示されたのだろうか、と疑問を呈している。

## 潜在的効果
コンピュータ・情報産業協会のエドワード・ブラック（Edward J. Black）会長兼CEOはハフィントン・ポスト紙で、「皮肉なことに、この法案は実際の海賊サイトにたいしてほとんど効果がないだろう。海賊サイトは、数値アドレスが公にならない限り数時間後に別の名前でまた表れる。そしてウェブアドレスを知っている者または持っているものは誰でも問題サイトにアクセス可能なのだ」と述べている。
シリコンバレーの有力紙サンノゼ・マーキュリー・ニュース では、「見つかった途端に別のサイトへ移動してしまう海賊サイトを探そうとして、毎日何百万ものGoogleやFacebookの検索結果を解析するとしたら、いったいどのくらいのリソースが必要になるのだろうか」として法案の効果に疑問の声をあげている。
バークマン・センターのジョン・パルフリーは、「DNSフィルタリングは必要によって広い範囲または狭い範囲を対象とする。つまりブロックし過ぎるかしなさ過ぎるかだ。インターネット上のコンテンツは場所やファイル形式など特性がどんどん変わるので、変わり続ける限りDNSフィルタリングは効果が無い」とコメントしている。

## 技術的問題

### ディープ・パケット・インスペクションとプライバシー
SOPA法案に反対するロビー活動団体"NetCoalition" のマーカム・エリクソン代表によると、SOPA法案には裁判所がインターネットサービスプロバイダに米国内に居住する利用者から著作権侵害サイトへのアクセスをブロックするよう命令できると認めた項があり、その項ではIPブロックという方法のため利用者のIPアドレスを調べることも認められる。エリクソンは　こうした命令は、プロバイダにディープ・パケット・インスペクション（DPI）、つまり当該利用者が検索した言葉、閲覧したサイトなどサーバとの間でやりとりしたすべての情報を解析する行為をさせることになり、新たなプライバシー侵害問題が発生すると懸念している。
新米国研究機構の政策アナリストは、この法律は「データ難読化開発競争を引き起こし」、 競争それ自身が難読化した利用者の履歴を監視するために更なるプライバシー侵害行為を必要とするようになり、結果として「抜け目のない法律違反常習者をダークネットに追い込み、インターネットにあまり詳しくない利用者ばかりを監視するといった、検閲者と迂回者との非生産的ないたちごっこ」に終わると述べている。

### ドメインネームシステム（DNS）
ドメインネームシステム（DNS）サーバとは、名前と電話番号を対応させる電話帳にも例えられることがあるが、ブラウザの要求するドメイン名を、コンピュータやネットワークに割り当てられたIPアドレスに変換するコンピュータ（サーバソフトウェア）である。SOPA草案では、こうしたDNSサーバに対して、著作権侵害ドメインをそれに割り当てられたIPアドレスに変換することを止めるよう求めている。DNSは通常ロバスト設計されており、あるDNSサーバでIPアドレスを検索できない場合、他のDNSサーバへの問い合わせるといった対応をとるよう設計されている。
ESET北米支社のアンドリュー・リー（Andrew Lee）CEOは、SOPA法案はインターネットサービスプロバイダにDNSサーバへのクエリ（検索要求）をフィルタリングするよう求めているが、これはドメインネームシステムの整合性を損ねかねないものであるとして法案に異議を唱えている。
サンフランシスコに拠点を置くOpenDNSのデビッド・ウルヴィッチは、法案が成立すると米国人はDNSプロバイダを他国のものに乗り換え、OpenDNSのような米国のプロバイダは、例えばケイマン諸島など、他国へ移出することになるだろうと述べている。
2011年11月、トップレベルドメインのひとつ .bit は、SOPA法案の脅威に抗議してICANN（全世界のドメインを管理する米国の非営利団体）から脱退したが、その効果は（その他のオルタネートルートの効果も同様に）不明である。
2012年1月12日、パトリック・リーヒ上院議員（バーモント州選出、民主党。PIPAを審議する上院司法委員会の委員長）と、ラマー・スミス議員は、DNSブロッキングに関する条項をSOPA・PIPA両法案から削除することを検討中であるとの声明を発表した。

### インターネットセキュリティー
スティーブ・クロッカーやダン・カミンスキーなどのインターネットセキュリティの専門家らによるホワイトペーパーでは、「運営の観点からは、名前解決できない理由が裁判所命令によるものなのか、ネームサーバがハッキングされたせいなのかは見分けがつかないだろう。安全なアプリケーションを使用するユーザは、それが政府の政策によるエラーなのか、他の原因によるものかを区別する必要があるが、その原因は例えば、サーバへの攻撃や、敵対ネットワークなどによるダウングレード攻撃など多数考えられる」との意見が述べられた

### DNSセキュリティ拡張
元米国土安全保障省政策担当首席次官補で、米国家安全保障局の元法務顧問であるスチュワート・ベーカーは、SOPA法は「インターネットの安全性に重大なダメージ」を与えると述べ、その理由としてウェブブラウザはリダイレクトをすべて同じように扱い、改ざんされていない検索結果を示す（おそらくは海外にある）DNSサーバを見つけるまで探し続けなければならないため、DNSセキュリティ拡張（DNSSEC）や法案で提案されたDNSの安全性向上策も弱体化されると述べた。2011年12月14日、ベーカーは、SOPA法案はそのインターネットの安全性とDNSに与える影響からも「（廃案にするため）とどめの一撃が必要だ」と述べている。
[司法長官の]観点からは、ある信頼すべきDNSサーバを見つけようとするブラウザの努力はブロック命令を回避するために法律の目をくぐる努力にも見えるだろう。SOPA法案の最新版には この観点も盛り込まれている。司法長官は、司法長官のブロック命令を「迂回し回避するために故意に当該団体あるいは当該団体に協力する団体によって設計された…製品を…提供する団体」に対して訴訟を起こすことが可能になる。この法案が正面からブラウザ企業に狙いを定めたものであると結論せざるを得ない。DNSSECを実行するブラウザは刑事上のブロックを回避せざるを得ず、その過程においてSOPAの命令を回避するだろう。
DNSSECはインターネット技術タスクフォース（IETF）によってインターネットの安全性を高めるために開発されたプロトコルのセットである。ブルッキングス研究所のホワイトペーパーでは、「DNSシステムは信頼に基づいたもの」であり、悪意のある出力先変更を阻止するために開発されたもので、「他の方法による出力先変更（リダイレクト）はこの安全ツールの確実性を破壊するものである」と述べられている。
11月17日、アメリカ合衆国エネルギー省の管轄する研究機関であるサンディア国立研究所は、ゾー・ロフグレン下院議員（カリフォルニア州選出、民主党）の要請に応じて行った下院および上院法案に示されたDNSフィルタリング条項の技術評価を発表した。評価では、法案のDNSフィルタリングは効果的とは言えず、インターネットの安全性に悪影響を及ぼし、DNSSECの完全な実装を遅らせる可能性があるとされた。
11月18日、下院サイバーセキュリティ小委員会（House Cybersecurity Subcommittee）のダン・ラングレン委員長は、SOPA法案がDNSSECに及ぼす影響について「重大な懸念」があるとして、「我々には十分な情報が無いが、もしこれが私に接触してきた専門家達の提言したような重大な問題を孕むとしたら、我々はその問題に取り組まなくてはならない」と発言した。

## 法執行の透明性
ブルックリン・ロースクールのジェイソン・マゾーニ教授は、「SOPA法によって起こる事柄の大部分は世間の目に触れないところで起きるだろうが、それを説明する責任を負う者は誰もいないようだ。せっかく著作権を保護する法律が成立しても、その執行内容が非公開のままなら、世間一般の人々は法執行の実像を捉えられず、それを批判することもできなくなる」と述べている。

## 支持派

### 議員

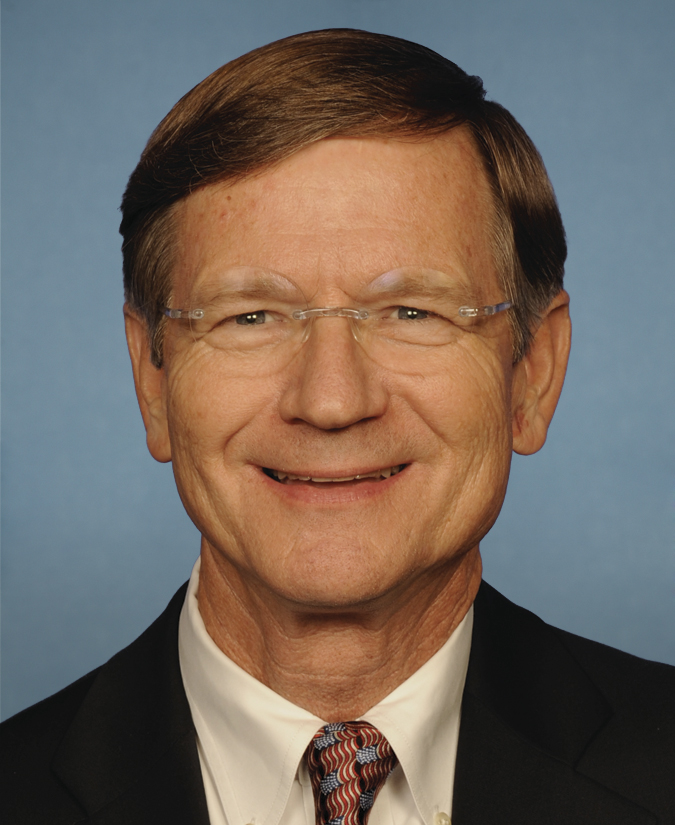
ラマー・スミス下院議員（R-TX）

オンライン海賊行為防止法案（Stop Online Piracy Act）はラマー・スミス下院議員（R-TX）によって起草され、ハワード・バーマン（D-CA）、マーシャ・ブラックバーン（R-TN）、マリー・ボノ・マック（R-CA）、スティーブ・シャボー（R-OH）、ジョン・コニャーズ（D-MI）、テッド・ドイチェ（D-FL）、エルトン・ギャレグリー（R-CA）、ボブ・グッドラット（R-VA）、ティモシー・グリフィン（R-AR）、デニス・ロス（R-FL）、アダム・シフ（D-CA）、リー・テリー（R-NE）の12名が初め共同提案者となった。2012年1月16日の時点では31名が共同提案者に名を連ねた。

### 支持企業・団体
SOPA法案は著作権に依存する企業・団体から幅広く支持を集めており、アメリカ映画協会（MPAA）、アメリカレコード協会、マクミラン出版、バイアコムなど、ケーブルテレビ、映画、音楽業界の様々な企業が法案に賛同している。またナイキ、ロレアル、アクシネットなどブランド依存型企業も法案を支持している
AFL-CIOと米商工会議所もこの下院法案3261号を支持しており、多くの産業が法案を称賛している。
2011年6月、ビル・クリントン大統領下でホワイトハウス報道官を務めたマイク・マカリーと、ジョージ・W・ブッシュ大統領の元メディア顧問マーク・マッキノン（Public Strategies社のビジネスパートナー）が、ネットワーク中立性法制化運動におけるマカリーの初期の仕事を繰り返す形で、キャンペーンを開始した。マカリーはPolitico紙でSOPAおよびPIPA法案はオンラインでの盗難と闘う手段であると表現し、MPAAから法案に好意的なコメントを引き出した。1月15日には、マカリーとArts + Labsの共同代表マッキノンは"CREATE – A Forum on Creativity, Commerce, Copyright, Counterfeiting and Policy"という集会を主催し、議員やアーティスト、IT企業幹部などが参加した
9月22日、法案通過を後押ししようと、NBCユニバーサル、ファイザー、フォード・モーター、レブロン、NBA、マクミラン出版など総計350以上の企業・団体が署名した書簡が連邦議会宛に送られた。対模倣品海賊版連合（Coalition Against Counterfeiting and Piracy、米商工会議所世界知的財産センターのプロジェクト）のウェブサイトである Fightonlinetheft.com は全米警察友愛会、全米知事協会、全米市長会議、全米検事総長協会、商事改善協会、全国消費者連盟などを含む長大な支援者リストを掲載した。
11月22日、ビジネス・ソフトウェア・アライアンス（BSA）のCEOは「法案に関して妥当で重要な疑問が投げかけられている」とした上で、法案の言葉の定義と救済法をきちんと制限する必要はあるが、「BSAとしてはスミス議長と司法委員会のメンバーと共にこの問題の解決に取り組む準備がある」と述べている
12月22日、世界最大のドメイン名レジストラであるGoDaddyは、SOPA法案を支持すると表明した。GoDaddyはその後支持を取り消しているが、同社CEOは「オンライン海賊行為と闘うことは最も重要なことだし、それはGoDaddyがこの法案の見直しに協力してきた理由でもある。だが、他にもっと良い方法があったのは明らかだ。インターネット利害関係者は皆一致団結してこの問題に取り組むべきだ。正しいことをする為なら待つことも価値がある。GoDaddyが法案を支持するのは、インターネット業界が法案を支持したときだけだ。」と説明している。
2012年1月、エンターテインメントソフトウェア協会はSOPA法案を支持すると発表した。だが協会会員の中にはSOPA法案反対を表明している企業もある。

## 反対派

### 議員
下院少数党院内総務ナンシー・ペロシ議員（D-CA）は法案への反対を表明、ダレル・アイサ下院議員（R-CA）と共和党大統領候補でもあるロン・ポール下院議員（R-TX）も同じく法案に反対し、他9名の民主党と共同で、法案は「技術革新を抹殺するような訴訟の爆発的増加」を引き起こしかねないと警告する他の下院議員に宛てた書簡に署名した。The Hill紙は、アイサ議員は「法案はもう修正不可能。一から作りなおすべきだ」と述べたと報じた。またアイサ議員とロフグレン議員は「アメリカ国際貿易委員会（ITC）の特許侵害調査を手本とした著作権執行過程」を提案する計画であることを発表した。米政治専門紙ポリティコは法案への支持表明をその議員の「選挙に影響する責任問題」と呼んだが、その後支持者らは、反対者が法案は不十分なものだと主張することもあって主要条項の結論は先送りになるかもしれないと示唆するようになっている。
2012年1月14日、オバマ政権は法案反対の請願書に応えて、インターネット検閲や技術革新の抑圧、またインターネットの安全性低下につながる法案は支持しないと表明し、一方で「賛成・反対両派が協力して、先に請願書への回答として述べた原則を守った上で、訴追者や著作権者に米国外からのオンライン海賊行為と闘う新たな法的手段を与えるような健全な法案を今年中に通過させる」ことを求めるとの声明を発表した。

### 反対企業・団体

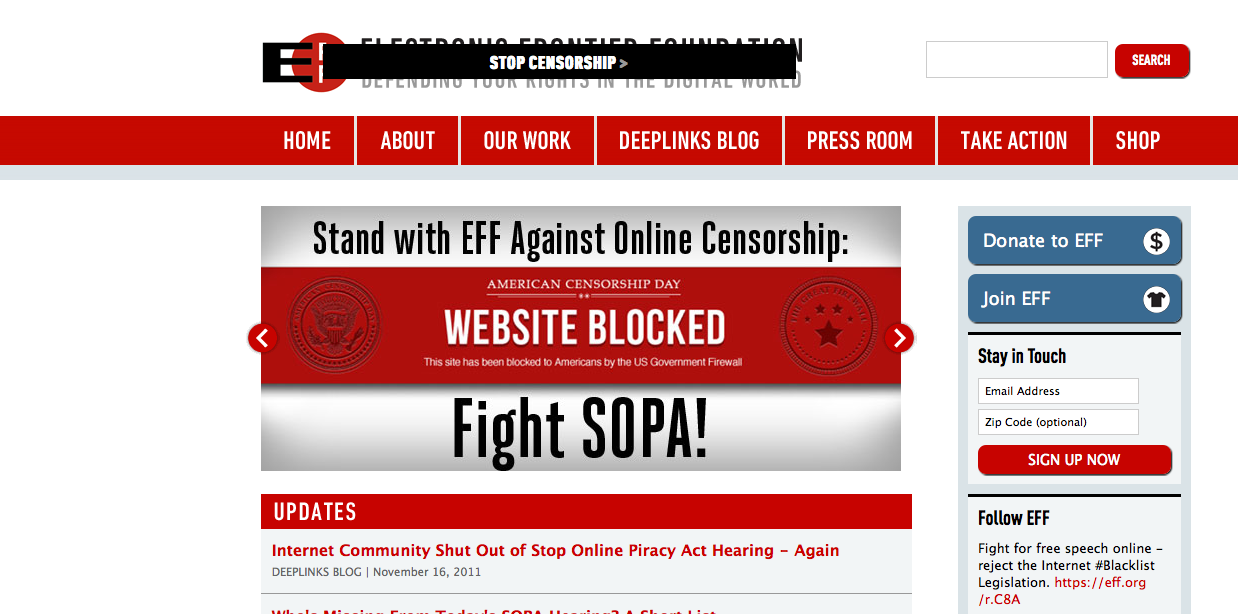
11月16日「アメリカ検閲の日（American Censorship Day）」に、EFFのホームページに貼られた抗議のバナー。

企業ではGoogle、Yahoo!、YouTube、Facebook、Twitter、AOL、LinkedIn、eBay、Mozilla Corporation、Roblox、Redditなどが、また団体ではウィキメディア財団に加え、国境なき記者団、電子フロンティア財団（EFF）、アメリカ自由人権協会（ACLU）、ヒューマン・ライツ・ウォッチといった人権保護団体が法案への反対を表明している。
大手コンピューター・セキュリティー会社カスペルスキー・ラボは、法案に反対する姿勢を行動で示すため「（SOPAに賛成している業界団体）ビジネス・ソフトウェア・アライアンス（BSA）からは退会することを決めた。」
2011年12月13日、リバタリアンのシンクタンク・ケイトー研究所の研究員ジュリアン・サンチェス (en) は法案に強く異議を唱え、修正法案では「原案の一番ひどい部分のうち、いくつかが除去され修正されはしたが、本当の問題はそうした枝葉にはない。法案の核をなす考え方、つまり未だにインターネットのブラックリストを作ろうとするその考え方こそが最大の問題だ。」と訴えた。
アメリカ図書館協会などからなる図書館著作権同盟（Library Copyright Alliance）は、「意図的な侵害行為（willful infringement」という語の定義を広げ、非営利のストリーミング行為に重罪を科すことに反対しており、こうした変化は図書館に対する刑事訴追を誘発しかねないと述べている。
11月22日、Techdirtのマイク・マスニック (Mike Masnick) は、SOPA法案を"毒"と呼び、法案の根本的な考え方を詳細にわたって批判して、「インターネット全体が著作権侵害を可能にし助長しているともいえる」と述べ、エンターテイメント業界のつくったサイトのリストの中には、自分達エンターテイメント業界の一員であるラッパー50セントの個人ブログや合法なインターネット企業も含まれている、と述べている。法案がGDPを2兆ドル分押し上げ310万人分の雇用を生み出すとしても、投資、法的責任、技術革新の面で数多くの問題が起こるとして、効果に疑問を投げかける記事もある。ベンチャーキャピタルYコンビネータの創立者ポール・グレアムも法案に反対し、SOPAに賛成する企業を同社の "demo day"イベントから締め出した。グレアムは「SOPA法を良いアイディアだと思うような何も分かってない企業が、いったいどうやったら良い投資家になれる？」とその理由についてコメントしている。民主主義を推進するNGO組織Avaaz.orgは、SOPA法案反対署名運動を開始し、2012年1月22日までに世界中からおよそ330万人の署名を集めている。
民主主義・技術センターは、ニューヨーク・タイムズ紙・ロサンゼルス・タイムズ紙の編集委員会他、34の企業と数百名の著名人からなるSOPA・PIPA法案への反対者リストを保有している・
Facebookのソーシャルゲーム"FarmVille"などで知られるジンガは、SOPA・PIPA両法案の提案者に書簡を送り「デジタルミレニアム著作権法のセーフハーバー条項は（中略）米国のテクノロジーと産業の発展と成功の礎であった」とその効果を強調した上で、「技術革新と活力」への悪影響を懸念して法案に反対する立場をとっている

### その他
「インターネットの父」の1人として知られ、2005年以降はGoogleの副社長も務めるコンピューター科学者ヴィント・サーフは、法案起草者のスミス議員に宛て、「検索エンジンにドメイン名を削除するように求めることにより、世界中のウェブ上で前代未聞の'検閲'競争が起こりかねない」と意見する書簡をCNet上で公開した
2011年11月18日、欧州連合議会は「IPアドレスやドメイン名を一方的な手段で削除することを控え、グローバルなインターネットとコミュニケーションの自由を保護する必要性を強く主張する」決議を賛成多数で採択した。
2011年12月15日、第2回公聴会ではSOPA法案の修正と投票が予定されていた。スミス議員が71ページにおよぶ修正案を提示したにもかかわらず多数の反対派議員はその姿勢を変えなかった。Google、Twitter、eBay、Facebook と連携する NetCoalition は、スミス議員が意見を聞き入れたことを評価しつつも、なおその修正案を受け入れることはできないと表明している。反対派のアイサ議員はスミス修正案を「米国人によるウェブサイトへのアクセスを制限し、金のかかる規制をウェブ企業に押し付け、司法長官エリック・ホルダーの司法省にインターネットを取り締まる新たな権限を広範に与えるといった、原案の持つ根本的な欠陥がそのままになっている」と指摘している。
2011年12月、アメコミ作家・映画脚本家のスティーヴ・ナイルズはSOPAに反対して、「みなさんの多くがそうした（SOPA法案に賛成する）会社に勤めているので、声をあげるのを恐れていることは分かっている。でも私達は闘わなければならない。これは本当に大きな問題だ」と発言している。
2012年1月、小説家・脚本家・アメコミ作家のピーター・デイヴィッドは、怒りの矛先をSOPA法案の起草を招いた知的財産の略奪者たち向けた。デイヴィッドは、発案当時のSOPA法案の文言が表現の自由を制限する点で行き過ぎていたことを重々承知した一方で、現行の著作権法を尊重してSOPA法成立を阻止しようしているのは、デイヴィッドの書いた小説をまるごと無料でダウンロードできるよう掲載しているサイトの運営者や、それを利用するユーザーら、コンテンツの略奪者たちだと主張している。

### 抗議運動

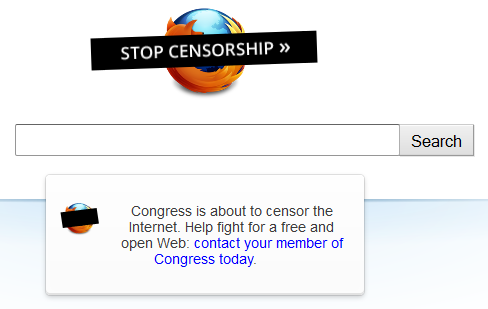
2011年11月16日、Firefoxに表示されたMozillaのSOPA法案抗議バナー

11月16日、Tumblr、Mozilla、Techdirt、民主主義・技術センターは他の多くのインターネット企業に先駆けてアメリカ検閲の日の抗議運動に参加し、サイトロゴの上に "STOP CENSORSHIP（検閲を止めろ）"と書かれた黒いバナーを表示した

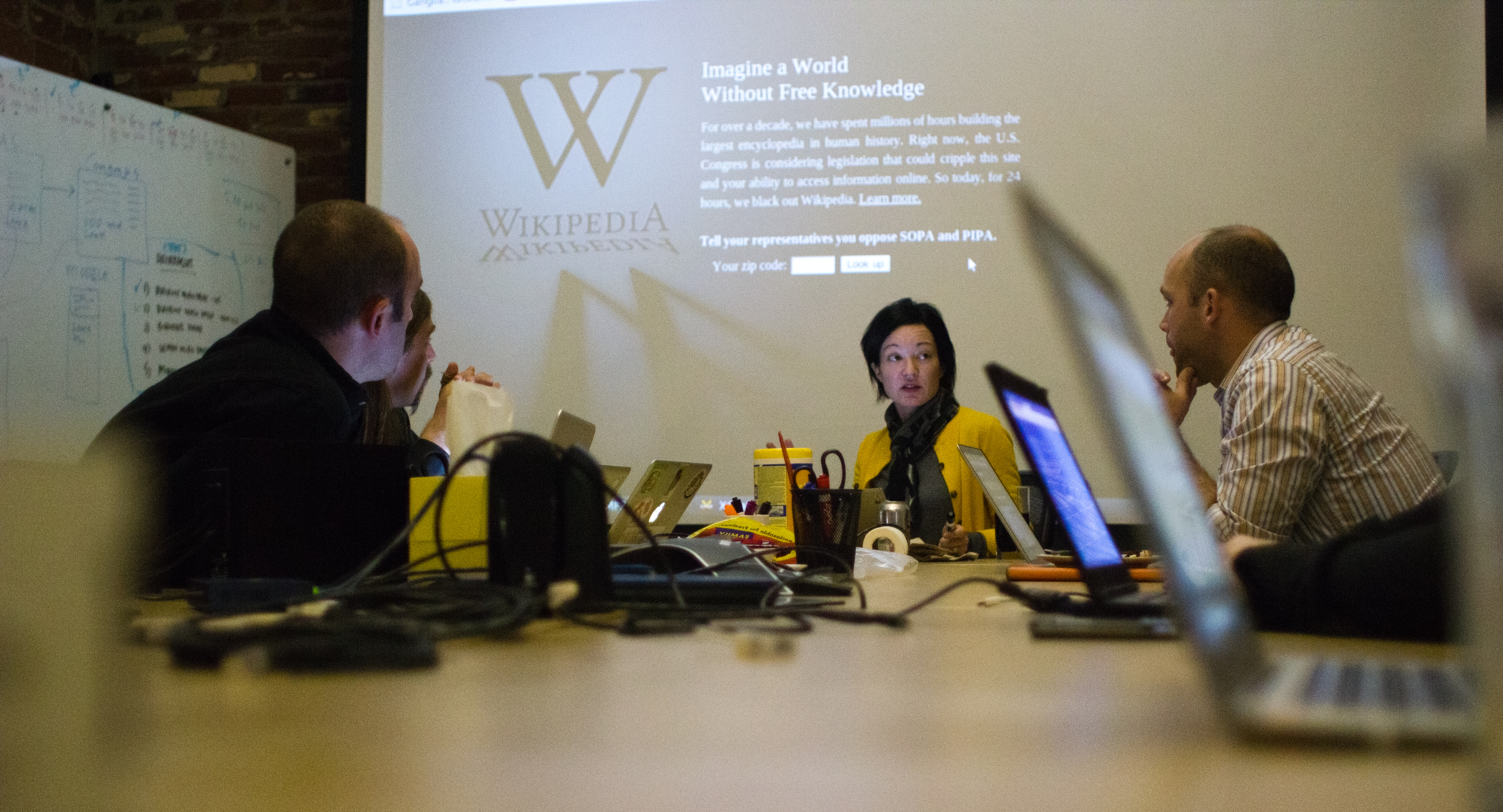
2012年1月17日夕方、ウィキメディア財団でブラックアウトについて協議するスー・ガードナー。
英語版ウィキペディアは2012年1月18日午前零時（日本時間午後2時）から24時間サイトを停止した。

2011年12月、ウィキペディアの共同設立者ジミー・ウェールズは、編集者らとウィキペディアをブラックアウトするかどうかについて協議を始めた。この抗議はイタリアで通信傍受法案阻止のためイタリア語版ウィキペディアで起きた抗議にヒントを得たもので、百科事典編集の独立性を侵害しかねないことを訴えたものである。編集者や他の参加者たちは、イタリア語版のようにサービスを一日かそれ以上停止するか、それともウィキペディア訪問者にまず空白のページを表示しそこから詳しい情報が書かれたページに案内した上で、調べ物など本来の利用はその後に許可するなど、抗議方法について討議した。その結果、英語版ウィキペディアは1月18日に24時間の停電を行うこととなった。
NetCoalitionのマーカム・エリクソン（Markham Erickson）はFOXニュースで「（サービス停止を）検討している企業はたくさんある」と述べ、メディア各社にもサービス停止を検討する動きが広まりつつある。
2012年1月、Redditは　1月18日に12時間サイトをブラックアウトする計画であり、同社の共同設立者アレクシス・オハニアンが議会で証言を行うと発表した。フォーブス紙ポール・タッシの記事によると「SOPA法案はテクノロジー産業全体を"完全に破壊"する可能性があるとする（オハニアンの）立場は変わらない」という。タッシはさらに、より多くの閲覧者に効果的に知らしめるにはGoogleやFacebookのブラックアウトへの参加が欠かせないとの意見を述べている。
他に1月18日の抗議運動に参加すると報じられたサイトには、猫画像投稿サイト I Can Has Cheezburger? の他、Mojang、Major League Gaming、Boing Boingなどがある。
抗議は拡大化する可能性もあり、Google、Facebook、Twitter、Yahoo、Amazon、AOL、Reddit、Mozilla、LinkedIn、IAC、eBay、PayPal、Wordpress、ウィキメディアなどの大手インターネットサイトが、「過去例のない」1月18日のインターネット・ブラックアウトへの参加を「検討している」企業・団体として名前が報じられた。

## 立法経緯
アメリカ合衆国下院司法委員会は2011年11月16日と12月15日の2回公聴会を開いた。委員会は審議を2012年1月にも継続する予定であったが、1月17日ラマー・スミス委員長は「共和党・民主党の両党とも、今後2週間の間は審議を開催しないこととしたため、オンライン海賊行為防止法案の継続審議は2月に再開する予定とする」と発表した。しかしながら、2012年1月18日に発生したオンライン上での抗議の結果を受けて、スミス議員は「より広範な合意が得られるまで、下院司法委員会は法案の審議を延期する」と発表し、ハリー・リード上院議員も1月24日に予定されていたPIPA法案の採決を延期すると発表した。

### 11月16日 下院司法委員会公聴会
11月16日に開かれた下院司法委員会公聴会の傍聴者からは、この公聴会で証言した人々には技術的専門知識が欠けていたのではないかと懸念する声があがった。IT系ニュースサイトCNETは「MPAAのロビイストをはじめ、公聴会に立ち会った人は皆、（証言者は）DNSSECについて議論するのに適任ではなかったと述べた」と報じた。ジョージ・メイソン大学マーカタス・センターのシニア・リサーチ・フェロー（上級研究員）アダム・シアラー（Adam Thierer）も同様に、「議会がテクノロジーに無知であることが明らかとなった。委員は次々とSOPA法案の規制条項がDNSやオンライン・セキュリティ、その他多くの事柄に与える影響について実際の所何も分かっていないことを認めていた」と指摘している。
ロフガン議員は「今日の議題について技術的専門知識を持ち合わせていなかった」と述べ、また公聴会の論調を批判して次の様に述べた。「規制の対象からの観点を受け入れないというのはこの委員会の方針ではなかったはずだ。相手が何を批判しているか、その内容を問わず、なぜ批判をしているのかとその動機を議論の対象とするのは間違っている。」
ラングレン議員はポリティコ紙の Morning Tech 欄で、SOPA法案のDNSSECへの影響に関して「非常に重大な懸念」を抱いていると述べ、さらに「我々には十分な情報が無いが、もしこれが私に接触してきた専門家達の提言したような重大な問題を孕むとしたら、我々はその問題に取り組まなくてはならない。そうした取り組み無しで法案を先に進めることは許されない」と発言した.
全米家電協会のCEOゲーリー・シャピロは、公聴会での発言を希望していたが公聴会には招かれず、「この法案の潜在的に重大な問題とは、法案に反対するものによる大規模な連携だ。ティーパーティー運動、進歩主義者、コンピュータ科学者、人権擁護団体、ベンチャーキャピタル、法学教授、独立系ミュージシャンなど多くの人々がSOPA法案に懸念を示している。残念ながら、今日の公聴会ではこうした人たちに発言する機会が与えられなかった」と述べた。
フォーチュン誌では、この公聴会について「これは議会でよくある強力なロビイスト（今日の場合だとハリウッドと音楽業界）の競り合いの一例だ。法案があまりに苛酷であり、それを取り巻く議論が分かりにくいという点を除いては、ありふれた光景ともいえる」とする記事が掲載された。

### 12月15日 法案の修正審議
この法案には提出時から多くの議員が懸念を表明してきた。このため、12月15日に下院司法委員会による法案の修正審議が行われた。
スミス議員の支持者は「スミスは変化を受け入れる人物だが、受け入れるは筋の通った変化だけだ。全体として違法なコンテンツをフィルタリングすることのできるサイトもあるが、そうでないサイトもあり、そうでないサイトは違法コンテンツのトラフィックから利益を得ているのだ」と発言した。

#### 修正審議の結果
公聴会の初日は20以上の修正案が却下されたが、その中には検索エンジンとインターネットプロバイダを法案の対象外とするアイサ議員の案も含まれていた。PC Worldでは、（アイサ議員の修正案を）22対12で否決するということは、委員会は法案を強く支持しているということを窺わせるものだと報じている。
翌二日目の公聴会は、2012年初頭に議論を継続することで合意した上で一時休会となった。スミス議員はインターネットサービスプロバイダに特定の海外サイトへのアクセスをブロックするとの条項を撤廃する考えを発表した。2012年1月15日、アイサ議員はエリック・カンター下院議員から、コンセンサスが得られるまで投票は行わないとの言質をとったと述べた。